# Evangelista Andreoli
Evangelista Andreoli (Disvetro, 27 gennaio 1810 – Mirandola, 16 giugno 1875) è stato un pianista e organista italiano.

## Biografia
Figlio di Pietro Andreoli ed Annunziata Porta, Evangelista nacque nel 1810 a Disvetro, all'epoca facente parte del comune di Casare, in provincia di Modena. Pochi anni dopo si trasferì con la famiglia a Mirandola, dove entrò in seminario. Ascoltando le esercitazioni all'organo di don Giovanni Domenico Vischi, in breve imparò a suonare "ad orecchio" il cembalo.
Abbandonati glu studi, aprì una scuola di musica per insegnare il pianoforte, svolgendo per anni l'attività di insegnante alla scuola musicale di Mirandola.
Il 10 dicembre 1831 sposò Anna Campagnoli, da cui nacquero Guglielmo senior nel 1835, Carlo nel 1840, Rosa nel 1843 ed Evangelista Giuseppe nel 1845. Dopo la morte della moglie avvenuta il 14 maggio 1851, sposò in seconde nozze il 22 gennaio 1860 Giovanna Guvi, che il 1º marzo partorì Maria. Pochi mesi dopo, per un male incurabile, i medici dovettero amputare entrambe le gambe di Evangelista Andreoli. Costruendosi, quasi da solo, una specie di sedia a rotelle, riprese a dare lezioni di musica. Il 9 gennaio 1862 nacque il sesto figlio, Guglielmo junior, battezzato con il nome del figlio nato dalla prima moglie e morto di tabe nel 1860.
Grazie al talento nell'insegnamento, aprì con i figli Rosa ed Evangelista Guglielmo una sede della scuola di musica anche a Modena, ottenendo gli elogi di grandi artisti italiani. Per la sua opera, nel 1870 ottiene, su proposta del ministro della pubblica istruzione, l'onorificenza di Cavaliere della Corona d'Italia.
Privo delle gambe, lavorò come organista della oarrocchia di Mirandola grazie alla sua progettazione e realizzazione di uno straordinario apparecchio ortopedico, che legava il moncono della coscia sinistra alla pedaliera.
La sua famiglia fu numerosa e ben cinque figli diventarono musicisti, tra i quali si possono menzionare Carlo Andreoli, Guglielmo Andreoli senior e Guglielmo Andreoli junior.
Dopo lunga malattia, Evangelista Andreoli morì all'età di 65 anni.
Carlo (1840–1908) studiò pianoforte e organo con il padre e si distinse successivamente per le pregevoli tournée in Francia e in Inghilterra, oltre che per la sua carriera di docente al Conservatorio di Milano.
Assieme a Guglielmo fondò e diresse i "Concerti Sinfonici Popolari".
Guglielmo junior (1862–1932), ebbe nel padre un ottimo maestro, e contribuì alla rinascita musicale italiana.
Guglielmo senior (1835–1860), ben addestrato dal padre, venne definito un "ragazzo prodigio", ma ebbe seri problemi di salute.